# Csertő
Csertő là một thị trấn thuộc hạt Baranya, Hungary. Thị trấn này có diện tích 14,26 km², dân số năm 2010 là 398 người, mật độ 28 người/km².